# Georg Wadenius
Georg "Jojje" Wadenius (* 4. května 1945, Stockholm, Švédsko) je švédský kytarista, baskytarista, zpěvák a skladatel, který spolupracoval s mnoha hudebníky, mezi které patří Steely Dan, Aretha Franklinová, Diana Rossová, Dr. John, David Sanborn, James Brown, Marianne Faithfullová, Kent, Paul Simon, Joe Thomas, Dionne Warwick, Roberta Flack, Donald Fagen, Doug Katsaros, Paul Desmond, Jim Hall, John McLaughlin, Michael Franks, Luther Vandross a další.

## Diskografie

### Made in Sweden
- 1968 - Made In Sweden With Love
- 1969 - Snakes In A Hole
- 1970 - Live! At the Golden Circle
- 1970 - Made In England
- 1970 - Regnbågslandet
- 1971 - Best Of
- 1976 - Where Do We Begin

### Blood, Sweat & Tears
- 1972 - New Blood
- 1973 - No Sweat
- 1974 - Mirror Image
- 1975 - New City